# Insulele Pelagie
Insulele Pelagie (în italiană: Isole Pelagie, Siciliană: Ìsuli Pilaggî), din grecescul pelagos - πέλαγος semnificând "largul mării", sunt trei insule mici numite Lampedusa, Linosa, și Lampione, situate în Marea Mediterană între Malta și Tunisia, la sud de Sicilia. La nord-vest se află insula Pantelleria și Strâmtoarea Siciliei. Din punct de vedere geografic, arhipelagul face parte din continentul african însă din punct de vedere administrativ și politic, insulele se află sub jurisdicția provinciei Agrigento din regiunea Siciliei și totodată constituie cea mai meridională parte a Italiei. 
În ciuda unor suprafețe discontinue destinate agriculturii, insulele prezintă un aspect dezolant, însă acest fapt este datorat în primul rând deforestării fără discernământ și dispariției crângurilor și plantațiilor de măslini, ienuperi și roșcove. Acum cincizeci de ani, insulele încă mai prezentau un peisaj dominat de loturi cultivate și separate de ziduri de piatră însă, în ziua de astăzi, economia locală se bazează pe pescuit și turism (în mod special pe insula Lampedusa).

## Zonă marină protejată

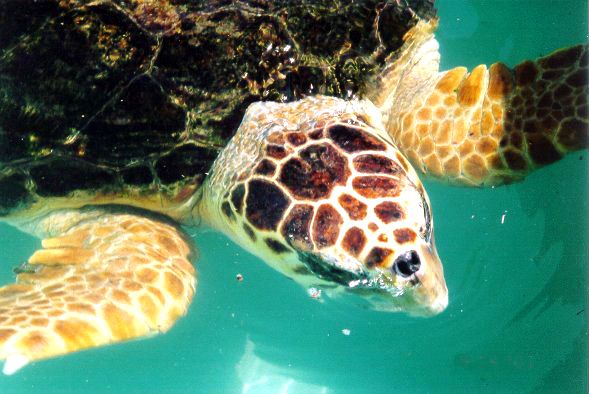
Broasca ţestoasă de mare

O importantă preocupare ecologică este protejarea broaștei țestoase marine (Caretta caretta), actualmente într-o situație de vulnerabilitate notabilă în întregul bazin mediteranean ca o consecință a dezvoltării infrastructurilor turistice în zonele preferate de aceste animale pentru depunerea ouălor. În Italia, plajele Pozzolana di Ponente de pe insula Linosa cât și Insula Iepurilor (în italiană Isola dei Conigli) sunt singurele locuri unde țestoasele își depun frecvent ouăle. În acest scop a fost constituită, în 2002, rezervația naturală Area Marina Protetta Isole Pelagie care acoperă suprafața celor trei insule ale arhipelagului. 

## Galerie

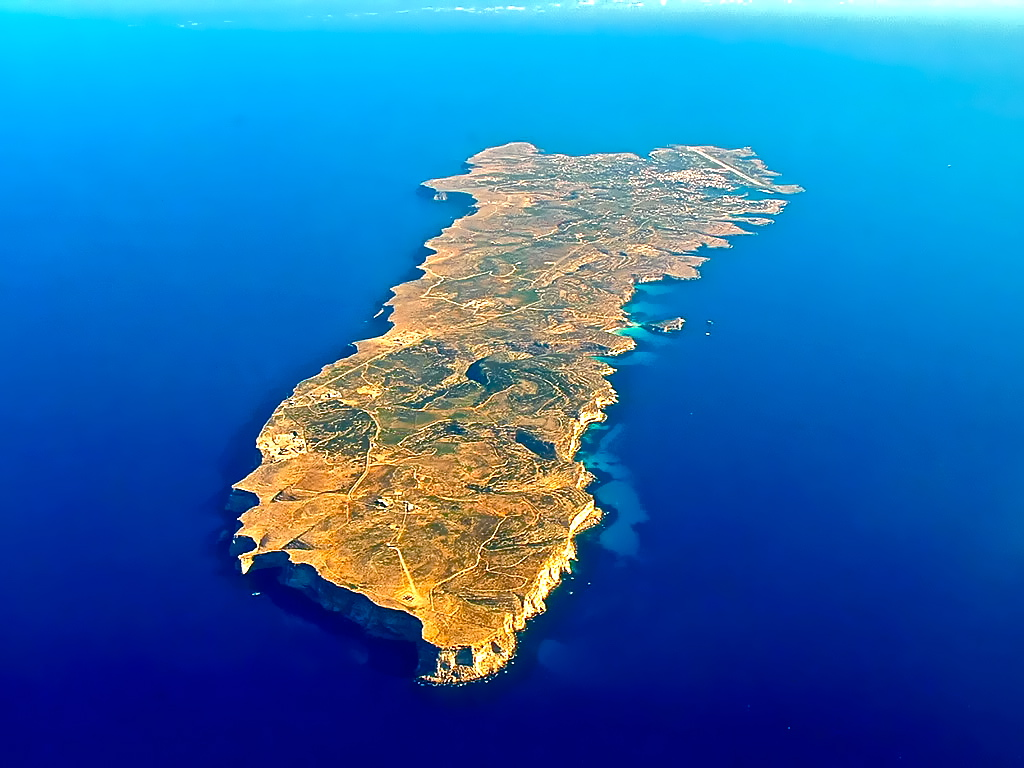
Lampedusa
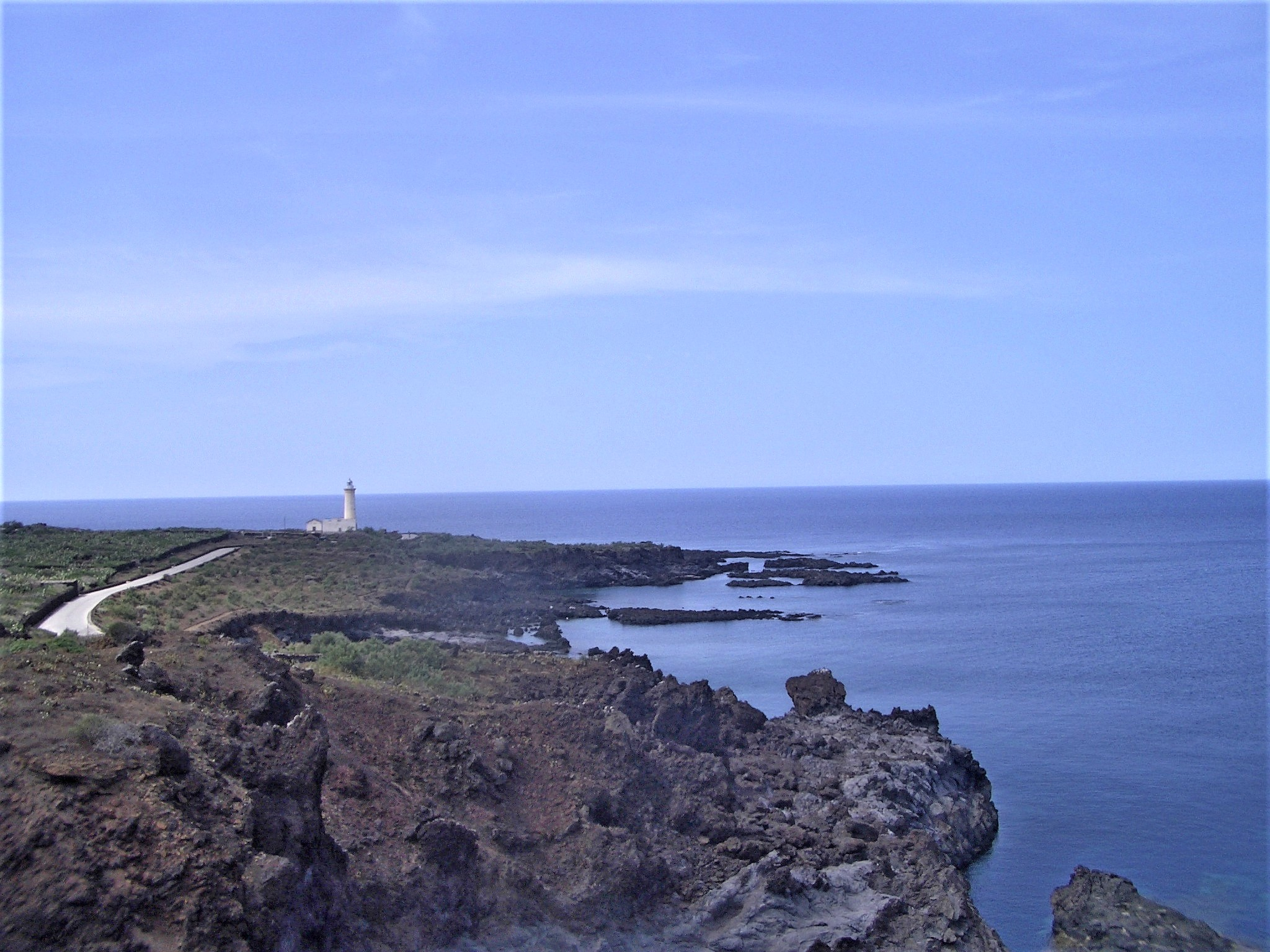
Linosa
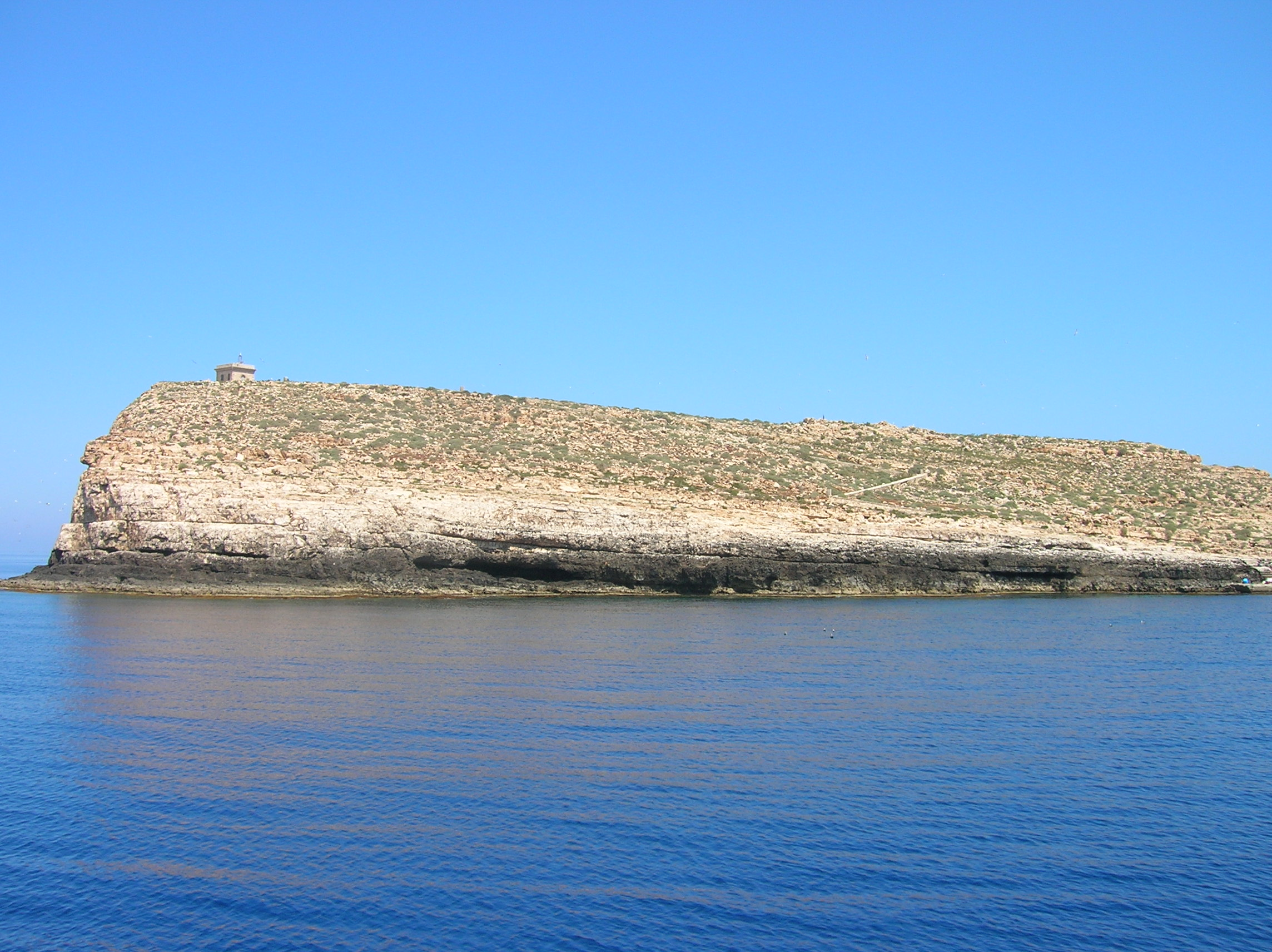
Lampione